# Nemty
Dans la mythologie égyptienne, Nemty est « le passeur ». En échange de présents il fait traverser le Nil aux dieux.

## Historique
Le culte de Nemty est assez ancien, datant au moins de la IIe dynastie, à laquelle il avait déjà des prêtres dédiés à son culte. À l'origine, Nemty semble avoir été le patron de l'ancienne région de Badari, qui était le centre du culte d'Horus. En raison du manque d'informations survivantes, on ne sait pas très bien quelle était la fonction originelle de Nemty ou s'il était plus qu'un simple titre d'Horus faisant référence à une fonction spécifique.
Au fil du temps, Nemty fut considéré comme le dieu des passeurs et fut donc représenté comme un faucon debout sur un bateau, une référence à Horus, qui était à l'origine considéré comme un faucon. En tant que dieu des passeurs, il a obtenu le titre de Nemty, qui signifie (celui qui) voyage. Son centre de culte ultérieur se trouvait à Antaeopolis, mais aussi à Per-Nemty (« Maison de Nemty ») dans le XIIe nome de Haute-Égypte.
Nemty apparaît dans le conte Les disputes d'Horus et de Seth qui décrit le règlement de l'héritage d'Osiris, considéré comme une métaphore de la conquête de la Basse-Égypte par la Haute-Égypte (dont le patron était Seth), au début de l'Ancien Empire. Dans ce conte, l'une des tentatives de Seth pour obtenir le pouvoir consiste à réunir les dieux et à leur fournir de bons arguments, les convainquant tous (dans les traditions ultérieures, tous sauf Thot). Seth craint l'intervention magique d'Isis, l'épouse d'Horus (dans la mythologie égyptienne primitive), et organise donc le rassemblement sur une île, en demandant à Nemty de ne permettre à personne ressemblant à Isis d'y être transporté. Cependant, Isis se déguise en vieille femme et, à son insu, Nemty la fait traverser après avoir reçu un anneau d'or, après avoir rejeté la première offre de gruau, ce qui a pour effet de perturber le conseil par son utilisation de la magie. Nemty est puni pour son erreur, en se faisant couper les orteils, ce qui est plus sévère qu'il n'y paraît, car en tant que faucon, il ne pourrait plus se percher et ne pourrait donc pas résider sur le bateau.
Deux pharaons ont porté des noms théophoriques incorporant celui de Nemty, tous deux durant la sixième dynastie d'Égypte à la fin de la période de l'Ancien Empire, Mérenrê Nemtyemsaf Ier et Mérenrê Nemtyemsaf II. Ici, Nemtyemsaf signifie « Nemty est sa protection ».
Dans la littérature ancienne, les hiéroglyphes du dieu étaient lus comme « Anti » ou « Anty ». Plusieurs études ont confirmé que cette lecture n'est pas correcte.